# Une Chinoise aux nerfs d'acier
Pour plus de détails, voir Fiche technique et Distribution.
Une Chinoise aux nerfs d'acier (titre original : Das Mädchen von Hong Kong) est un film franco-allemand réalisé par Jürgen Roland sorti en 1973.
Il s'agit de l'adaptation du roman de Herbert Reinecker par l'auteur lui-même.

## Synopsis
Frank Boyd s'envole pour Hong Kong pour rendre visite à son vieux copain Edward Collins, qui y a construit une existence lucrative et est sur le point d'épouser la séduisante Meredith Harris. Mais dès son arrivée, Frank apprend que son ami vient d'être assassiné. Il a été la victime d'un sniper devant l'entrepôt de la société de transport Delgado dans le port de Hong Kong. Peu de temps auparavant, Edward avait laissé une mystérieuse valise à sa fiancée, mais elle était vide. En tout cas, Boyd ne veut pas laisser la mort de son ami impunie. Il se met à la recherche du meurtrier de Collins. Le père de Meredith présente également une prime de 10 000 dollars hongkongais contre la capture de l'agresseur.
Boyd est assisté par la jeune chinoise Mai Li, qu'il avait rencontrée peu de temps auparavant. Il a récemment aidé cette fille de Macao en se portant garant d'elle et en lui permettant d'entrer à Hong Kong. Par sécurité, Boyd a dû laisser sa carte d'identité à la douane. Il ne récupérera sa carte d'identité que contre paiement de 2 000 dollars hongkongais. Frank peut récupérer son passeport grâce à une avance de Harris et commence à chercher le tueur. Il y a des cercles puissants à Hong Kong qui mettent des obstacles sur son chemin. Bientôt, il se heurte à l'opaque Delgado, qui apparaît aussi impitoyable que brutal.
Delgado est décidé à faire éliminer Boyd. Pendant ce temps, Frank visite l'ancien appartement d'Edward, espérant y trouver quelque chose sur son éventuel meurtrier. Boyd découvre un paquet d'héroïne dans l'appartement. Trois gangsters chinois, des hommes de Delgado, qui l'ont suivi, tentent en vain de le maîtriser. Ils tirent sur Frank alors qu'il tente de s'échapper sur les toits de Hong Kong. La police de Hong Kong l'arrête alors et l'emmène au capitaine Richmond. Boyd lui tend l'héroïne et lui demande de vérifier également la valise vide pour des traces d'héroïne. Dans la maison de Harris, il interroge le jardinier chinois, qui a manifestement quelque chose à voir avec la disparition du contenu de la valise. Depuis une cabine téléphonique, ce dernier informe les gros bonnets, Frank l'observe avec des jumelles. Un peu plus tard, le jardinier est retrouvé mort par M. Harris dans la piscine.
Lorsqu'il a fait irruption dans l'entrepôt délabré de Delgado pour enquêter sur une autre piste, il subit les tirs de mitrailleuses de ses adversaires chinois. Boyd ne peut s'échapper qu'avec difficulté. Lorsqu'il parle à Delgado au téléphone, le patron lui conseille de quitter Hong Kong immédiatement. Delgado menace également de nuire à une femme qu'il connaît s'il reste. Boyd se rend à l'aéroport et fait semblant de partir. Il est surveillé par Delgado. Cependant, Frank retourne secrètement à Hong Kong. Au marché, il rencontre à nouveau Mai Li, qui est prête à l'aider.
Delgado a depuis appris que Boyd est retourné secrètement à Hong Kong et a kidnappé Mai Li au marché où elle travaille. Boyd vient à son secours, mais elle est parvenue à se libérer seule. Il se faufile sur une jonque qui transporte régulièrement des cercueils au cimetière de Hong Kong. Boyd découvre que cette jonque de transport est utilisée pour faire passer de la drogue. Avant d'être découvert, Boyd saute à l'eau. Il retourne au manoir de M. Harris. Boyd explique à la veuve d'Edward que son mari était impliqué dans un trafic de drogue. Soudain, non seulement Harris arrive, mais Delgado aussi. Il sort une arme et prend Catherine en otage. Puis il avoue le contrat du meurtre à Collins. Avec un briquet qui est en fait un pistolet, Meredith tire dans le visage de Delgado qui tombe mort.
Frank Boyd confronte Harris à ses recherches. Harris avoue être le chef du trafic de drogue, Delgado n'était que son acolyte. Finalement, le capitaine Richmond se présente et arrête Harris. Mai Li, qui attend en cachette le retour de Frank, est assassinée dans une embuscade par le même tueur qui a tué Edward Collins. Boyd apprend que Mai Li, la fille de Hong Kong, est « rentrée chez elle ».

## Fiche technique
- Titre : Une Chinoise aux nerfs d'acier
- Titre original : Das Mädchen von Hong Kong
- Réalisation : Jürgen Roland
- Scénario : Herbert Reinecker
- Direction artistique : Peter Rothe
- Costumes : Noreen Landry
- Photographie : Klaus Werner (de)
- Son : Al Loo
- Montage : Herbert Taschner (de)
- Production : Wolf C. Hartwig, Jacques Willemetz
- Société de production : Rapid-Film GmbH, Films Jacques Willemetz
- Société de distribution : Constantin Film, Élysée Films
- Pays de production :  Allemagne de l'Ouest,  France
- Langue : allemand
- Format : couleur - 1,66:1 - Mono - 35 mm
- Genre : thriller
- Durée : 94 minutes
- Dates de sortie :
  - Allemagne de l'Ouest : 30 mars 1973.
  - France : 18 septembre 1974[1].

## Distribution
- Joachim Fuchsberger : Frank Boyd
- Li Paelz : Mai Li
- Véronique Vendell : Meredith Harris
- Grégoire Aslan : Mr. Harris, son père
- Arthur Brauss : Delgado
- Eva Garden : Catherine Harris, la sœur de Meredith
- Pierre Vernier : capitaine Richmond, inspecteur de police
- Ann Peng : Irma
- Jimmy Shaw : Edward Collins

## Production
Arthur Brauss est doublé par Christian Bruckner.